# 173 (số)
173 (một trăm bảy mươi ba) là một số tự nhiên ngay sau 172 và ngay trước 174.